# Sacrament of Wilderness
Sacrament of Wilderness è il secondo singolo del gruppo musicale symphonic metal finlandese Nightwish, uscito come primo singolo dal loro album Oceanborn del 1998, attraverso la Spinefarm Records.
La copertina del singolo mostra il gufo rappresentato anche su Oceanborn in primo piano.
Ha raggiunto la posizione numero uno nelle classifiche finlandesi per parecchie settimane, tra la fine del 1998 e l'inizio del 1999, ed è stato certificato con il disco d'oro in Finlandia con più di 5 000 copie vendute

## Tracce
1. Sacrament of Wilderness
2. Burning Flames' Embrace – Eternal Tears of Sorrow
3. The Crow and the Warrior – Darkwoods My Betrothed

## Video musicale
Il video musicale è una performance live del brano a Kitee (Finlandia) il 13 novembre 1998, la città natale della band. I membri della band presentavano capelli molto corti nel video al contrario di adesso. Viene poi pubblicato come materiale bonus sul primo DVD dei Nightwish, From Wishes to Eternity, del 2001.

## Classifica
| Classifica | Massima posizione |
| ---------- | ----------------- |
| Finlandia  | 1                 |

## Formazione
- Tarja Turunen - voce
- Tuomas Holopainen - tastiere
- Emppu Vuorinen - chitarra
- Jukka Nevalainen - batteria
- Sami Vänskä - basso